# Lista de vitórias dos Estados Unidos na Fórmula 1
Relacionamos a seguir as trinta e três vitórias obtidas pelos Estados Unidos no mundial de Fórmula 1 até o campeonato de 2025.

## Resumo

### Harry Schell e seus seguidores
Primeiro norte-americano na Fórmula 1, Harry Schell estreou no Grande Prêmio de Mônaco de 1950 realizado em Montecarlo em 21 de maio como piloto da Cooper e trazia em sua biografia a peculiar informação de que fora voluntário na Força Aérea Finlandesa na Guerra de Inverno travada contra a União Soviética em 1939, embora o mesmo tenha voltado aos Estados Unidos após a eclosão da Segunda Guerra Mundial. Em sua carreira na Fórmula 1 disputou cinquenta e sete provas até o Grande Prêmio da Argentina de 1960 e nesse período foi o segundo colocado nos Países Baixos em 1958 com uma BRM vindo a falecer em decorrência de um acidente numa prova extracampeonato em Silverstone no dia em que se completavam dez anos de sua estreia.
Durante o período no qual as 500 Milhas de Indianápolis integraram o calendário da Fórmula 1 os resultados norte-americanos foram atribuídos conforme a pontuação vigente entre 1950 e 1960, mas além dos pilotos que disputaram a referida prova também merecem destaque nomes como Dan Gurney, que entrou para a história do automobilismo em 1967 ao vencer as 24 Horas de Le Mans em dupla com A. J. Foyt e ao vencer o Grande Prêmio da Bélgica a bordo de um Eagle, carro de sua equipe. Além desse há os nomes de Peter Revson e Richie Ginther, respectivamente herdeiro da Revlon e autor da primeira vitória da Honda na Fórmula 1 no México em 1965. Vencedor das 500 Milhas de Indianápolis de 1998, Eddie Cheever é o norte-americano que mais correu pela Fórmula 1 com 132 provas em 143 fins de semana.

### Rivalidade com Indianápolis
Durante as onze oportunidades em que integraram o calendário da Fórmula 1, as 500 Milhas de Indianápolis tiveram entre seus vencedores e pontuadores apenas pilotos norte-americanos e as diferenças quanto às concepções técnicas dos bólidos bem como a conveniência quanto à logística na travessia do Oceano Atlântico cimentaram uma rivalidade onde, não raro, o período entre 1950 e 1960 no Indianapolis Motor Speedway não seja tão documentado quanto as demais provas do "circo da velocidade". O primeiro a romper esse ambiente dividido foi Alberto Ascari que compareceu à edição de 1952 entretanto problemas com uma roda o impediram de levar adiante sua Ferrari, mas viu de perto Troy Ruttman tornar-se o mais jovem piloto a vencer uma corrida válida pelo mundial de Fórmula 1 estabelecendo um recorde que só cairia no Século XXI por obra de Fernando Alonso e depois de Sebastian Vettel.
Outro estrangeiro a participar da prova foi o australiano Jack Brabham em 1961 e depois dele os europeus voltaram à carga e como resultado os britânicos Jim Clark e Graham Hill venceram as 500 Milhas de Indianápolis em 1965 e 1966, nessa ordem, e nos anos seguintes Mario Andretti, Emerson Fittipaldi e Jacques Villeneuve foram agraciados com a vitória nesta corrida e também conquistaram os títulos da Fórmula 1 e da Fórmula Indy.

### Campeões "made in USA"
Fora de Indianápolis a reputação norte-americana foi defendida por Phil Hill, tricampeão das 24 Horas de Le Mans (1958, 1961 1962) ao lado do belga Olivier Gendebien e primeiro a vencer pela Fórmula 1 na Itália em 1960 e a tornar-se campeão mundial em 1961, sendo que Mario Andretti alcançou o título em 1978 após dedicar-se integralmente à categoria na Lotus de Colin Chapman.

### Anos recentes
O último norte-americano a pontuar na Fórmula 1 foi Michael Andretti com o terceiro lugar no Grande Prêmio da Itália de 1993 e o derradeiro representante do país na categoria foi Scott Speed no Grande Prêmio da Europa de 2007 em Nürburgring. Nas temporadas de 2013 e 2014 Alexander Rossi foi piloto de testes de Caterham e Marussia.

### Desempenho em casa
Mario Andretti venceu o Grande Prémio do Oeste dos Estados Unidos de 1977 em Long Beach, único triunfo norte-americano fora dos limites de Indianápolis.

## Vitórias americanas por ano
Em contagem atualizada até 2024, os Estados Unidos estão há quarenta e quatro seis sem vencer na Fórmula 1 perfazendo 815 corridas.
- Ano de 1950

| Grande Prêmio | Circuito     | Data da corrida | Vencedor        | Carro        | Motor       | Referências   |
| ------------- | ------------ | --------------- | --------------- | ------------ | ----------- | ------------- |
| 500 Milhas    | Indianápolis | 30 de maio      | Johnnie Parsons | Kurtis Kraft | Offenhauser | [ 10 ] [ 11 ] |

- Ano de 1951

| Grande Prêmio | Circuito     | Data da corrida | Vencedor    | Carro        | Motor       | Referências   |
| ------------- | ------------ | --------------- | ----------- | ------------ | ----------- | ------------- |
| 500 Milhas    | Indianápolis | 30 de maio      | Lee Wallard | Kurtis Kraft | Offenhauser | [ 10 ] [ 12 ] |

- Ano de 1952

| Grande Prêmio | Circuito     | Data da corrida | Vencedor     | Carro | Motor       | Referências   |
| ------------- | ------------ | --------------- | ------------ | ----- | ----------- | ------------- |
| 500 Milhas    | Indianápolis | 30 de maio      | Troy Ruttman | Kuzma | Offenhauser | [ 10 ] [ 13 ] |

- Ano de 1953

| Grande Prêmio | Circuito     | Data da corrida | Vencedor      | Carro        | Motor       | Referências   |
| ------------- | ------------ | --------------- | ------------- | ------------ | ----------- | ------------- |
| 500 Milhas    | Indianápolis | 30 de maio      | Bill Vukovich | Kurtis Kraft | Offenhauser | [ 10 ] [ 14 ] |

- Ano de 1954

| Grande Prêmio | Circuito     | Data da corrida | Vencedor      | Carro        | Motor       | Referências   |
| ------------- | ------------ | --------------- | ------------- | ------------ | ----------- | ------------- |
| 500 Milhas    | Indianápolis | 31 de maio      | Bill Vukovich | Kurtis Kraft | Offenhauser | [ 10 ] [ 15 ] |

- Ano de 1955

| Grande Prêmio | Circuito     | Data da corrida | Vencedor     | Carro        | Motor       | Referências   |
| ------------- | ------------ | --------------- | ------------ | ------------ | ----------- | ------------- |
| 500 Milhas    | Indianápolis | 30 de maio      | Bob Sweikert | Kurtis Kraft | Offenhauser | [ 10 ] [ 16 ] |

- Ano de 1956

| Grande Prêmio | Circuito     | Data da corrida | Vencedor     | Carro  | Motor       | Referências   |
| ------------- | ------------ | --------------- | ------------ | ------ | ----------- | ------------- |
| 500 Milhas    | Indianápolis | 30 de maio      | Pat Flaherty | Watson | Offenhauser | [ 10 ] [ 17 ] |

- Ano de 1957

| Grande Prêmio | Circuito     | Data da corrida | Vencedor  | Carro   | Motor       | Referências   |
| ------------- | ------------ | --------------- | --------- | ------- | ----------- | ------------- |
| 500 Milhas    | Indianápolis | 30 de maio      | Sam Hanks | Epperly | Offenhauser | [ 10 ] [ 18 ] |

- Ano de 1958

| Grande Prêmio | Circuito     | Data da corrida | Vencedor    | Carro   | Motor       | Referências   |
| ------------- | ------------ | --------------- | ----------- | ------- | ----------- | ------------- |
| 500 Milhas    | Indianápolis | 30 de maio      | Jimmy Bryan | Epperly | Offenhauser | [ 10 ] [ 19 ] |

- Ano de 1959

| Grande Prêmio | Circuito     | Data da corrida | Vencedor    | Carro  | Motor       | Referências   |
| ------------- | ------------ | --------------- | ----------- | ------ | ----------- | ------------- |
| 500 Milhas    | Indianápolis | 30 de maio      | Rodger Ward | Watson | Offenhauser | [ 10 ] [ 20 ] |

- Ano de 1960

| Grande Prêmio | Circuito     | Data da corrida | Vencedor     | Carro   | Motor       | Referências   |
| ------------- | ------------ | --------------- | ------------ | ------- | ----------- | ------------- |
| 500 Milhas    | Indianápolis | 30 de maio      | Jim Rathmann | Watson  | Offenhauser | [ 10 ] [ 21 ] |
| Itália        | Monza        | 4 de setembro   | Phil Hill    | Ferrari | Ferrari     | [ 22 ]        |

- Ano de 1961

| Grande Prêmio | Circuito          | Data da corrida | Vencedor  | Carro   | Motor   | Referências |
| ------------- | ----------------- | --------------- | --------- | ------- | ------- | ----------- |
| Bélgica       | Spa-Francorchamps | 18 de junho     | Phil Hill | Ferrari | Ferrari | [ 23 ]      |
| Itália        | Monza             | 10 de setembro  | Phil Hill | Ferrari | Ferrari | [ 24 ]      |

- Ano de 1962

| Grande Prêmio | Circuito          | Data da corrida | Vencedor   | Carro   | Motor   | Referências   |
| ------------- | ----------------- | --------------- | ---------- | ------- | ------- | ------------- |
| França        | Rouen-Les-Essarts | 8 de julho      | Dan Gurney | Porsche | Porsche | [ 25 ] [ 26 ] |

- Ano de 1964

| Grande Prêmio | Circuito          | Data da corrida | Vencedor   | Carro   | Motor  | Referências |
| ------------- | ----------------- | --------------- | ---------- | ------- | ------ | ----------- |
| França        | Rouen-Les-Essarts | 28 de junho     | Dan Gurney | Brabham | Climax | [ 27 ]      |
| México        | Cidade do México  | 25 de outubro   | Dan Gurney | Brabham | Climax | [ 28 ]      |

- Ano de 1965

| Grande Prêmio | Circuito         | Data da corrida | Vencedor       | Carro | Motor | Referências |
| ------------- | ---------------- | --------------- | -------------- | ----- | ----- | ----------- |
| México        | Cidade do México | 24 de outubro   | Richie Ginther | Honda | Honda | [ 29 ]      |

- Ano de 1967

| Grande Prêmio | Circuito          | Data da corrida | Vencedor   | Carro | Motor   | Referências          |
| ------------- | ----------------- | --------------- | ---------- | ----- | ------- | -------------------- |
| Bélgica       | Spa-Francorchamps | 18 de junho     | Dan Gurney | Eagle | Weslake | [ 25 ] [ 26 ] [ 27 ] |

- Ano de 1971

| Grande Prêmio | Circuito | Data da corrida | Vencedor       | Carro   | Motor   | Referências   |
| ------------- | -------- | --------------- | -------------- | ------- | ------- | ------------- |
| África do Sul | Kyalami  | 6 de março      | Mario Andretti | Ferrari | Ferrari | [ 30 ] [ 31 ] |

- Ano de 1973

| Grande Prêmio | Circuito     | Data da corrida | Vencedor     | Carro   | Motor | Referências |
| ------------- | ------------ | --------------- | ------------ | ------- | ----- | ----------- |
| Grã-Bretanha  | Silverstone  | 14 de julho     | Peter Revson | McLaren | Ford  | [ 32 ]      |
| Canadá        | Mosport Park | 23 de setembro  | Peter Revson | McLaren | Ford  | [ 33 ]      |

- Ano de 1976

| Grande Prêmio | Circuito   | Data da corrida | Vencedor       | Carro | Motor | Referências   |
| ------------- | ---------- | --------------- | -------------- | ----- | ----- | ------------- |
| Japão         | Monte Fuji | 24 de outubro   | Mario Andretti | Lotus | Ford  | [ 30 ] [ 31 ] |

- Ano de 1977

| Grande Prêmio | Circuito      | Data da corrida | Vencedor       | Carro | Motor | Referências |
| ------------- | ------------- | --------------- | -------------- | ----- | ----- | ----------- |
| EUA Oeste     | Long Beach    | 3 de abril      | Mario Andretti | Lotus | Ford  | [ 34 ]      |
| Espanha       | Jarama        | 8 de maio       | Mario Andretti | Lotus | Ford  | [ 35 ]      |
| França        | Dijon-Prenois | 3 de julho      | Mario Andretti | Lotus | Ford  | [ 36 ]      |
| Itália        | Monza         | 11 de setembro  | Mario Andretti | Lotus | Ford  | [ 37 ]      |

- Ano de 1978

| Grande Prêmio | Circuito     | Data da corrida | Vencedor       | Carro | Motor | Referências |
| ------------- | ------------ | --------------- | -------------- | ----- | ----- | ----------- |
| Argentina     | Buenos Aires | 15 de janeiro   | Mario Andretti | Lotus | Ford  | [ 38 ]      |
| Bélgica       | Zolder       | 21 de maio      | Mario Andretti | Lotus | Ford  | [ 39 ]      |
| Espanha       | Jarama       | 4 de junho      | Mario Andretti | Lotus | Ford  | [ 40 ]      |
| França        | Paul Ricard  | 2 de julho      | Mario Andretti | Lotus | Ford  | [ 41 ]      |
| Alemanha      | Hockenheim   | 30 de julho     | Mario Andretti | Lotus | Ford  | [ 42 ]      |
| Países Baixos | Zandvoort    | 27 de agosto    | Mario Andretti | Lotus | Ford  | [ 43 ]      |